# Béb
Béb è un comune dell'Ungheria di 248 abitanti (dati 2001). È situato nella contea di Veszprém.